# 青沟水库
青沟水库是中国河南省洛阳市嵩县境内的一座水库，位于焦家川上，建于1960年。水库正常库容为525万立方米，集雨面积为40平方千米，海拔为613.88米。